# Raffadali
Raffadali (Rafadali in siciliano) è un comune italiano di 11 780 abitanti del libero consorzio comunale di Agrigento in Sicilia.
Sorta inizialmente in epoca medievale come casale arabo, divenne, in seguito alla conquista normanna della Sicilia, feudo della nobile famiglia dei Montaperto. Dopo un periodo di abbandono, fu riedificata a partire dal 1523. Nel XIX secolo divenne capoluogo di circondario del Regno delle Due Sicilie, e, in seguito all'annessione al Regno d'Italia, capoluogo di mandamento, ruolo che mantenne fino al 1923. Il nucleo cinquecentesco si estese soprattutto a partire dalla seconda metà del Novecento.
Centro storicamente legato all'agricoltura, luogo di origine del pistacchio di Raffadali, ha perso la tradizionale vocazione agricola in favore del settore terziario. Prevalgono le medie e piccole imprese artigianali.

## Geografia fisica

### Territorio

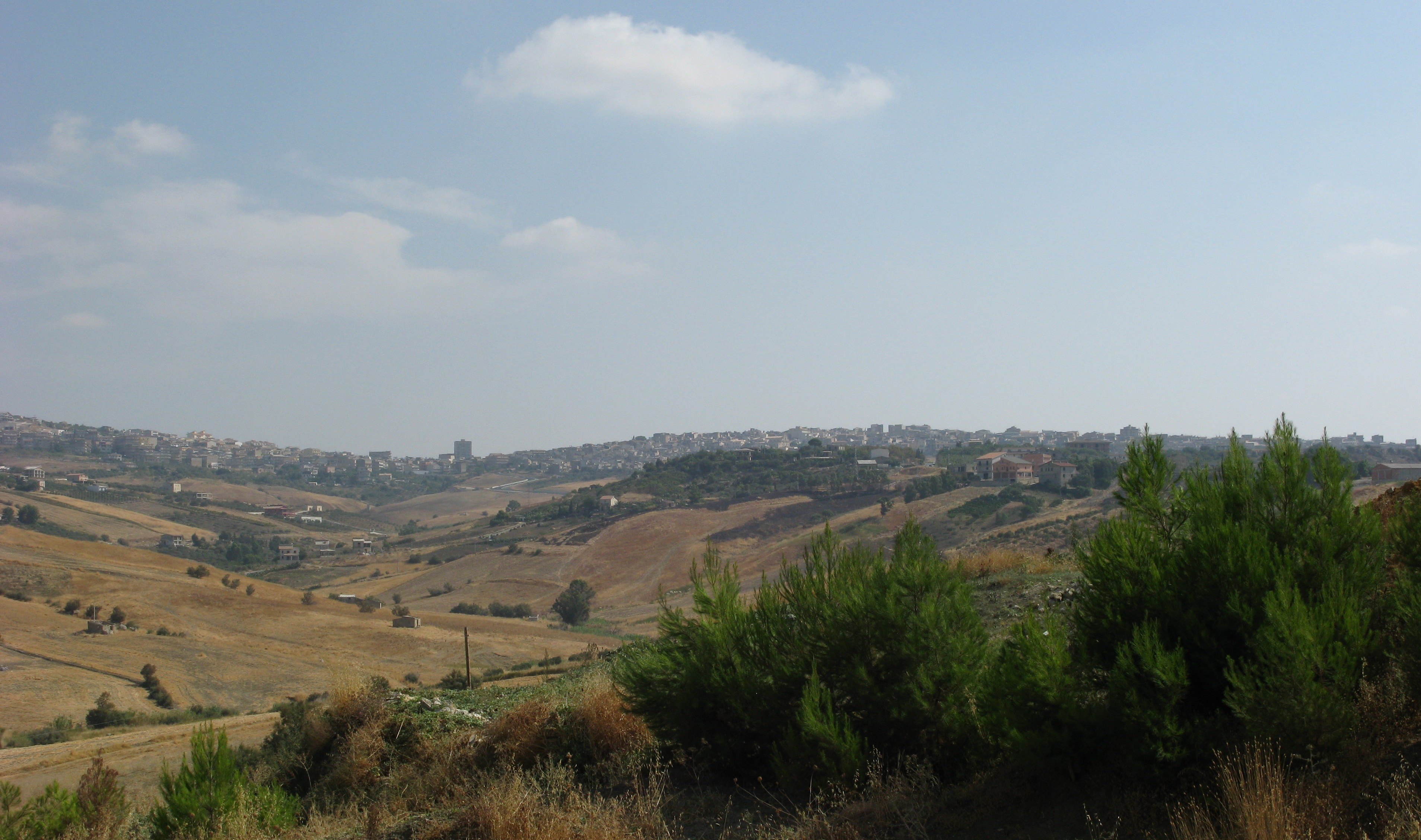
Campagna raffadalese

Raffadali è situata nell'entroterra agrigentino, in una posizione che domina la Valle del Drago.
L'altitudine è compresa tra i 250 m s.l.m. dell'area meridionale, al confine con i comuni di Agrigento e di Joppolo Giancaxio, e i 652 m s.l.m. del Modaccamo, a nord del centro abitato, al confine con il territorio di Agrigento. L'altitudine del centro abitato è di 420 m s.l.m.
Il territorio comunale copre un'area di circa 1 617 ettari e conta una densità di 574 abitanti per km². Si trova in una zona collinare fra i fiumi Platani e Salso, con un'altitudine di 425 m sul livello del mare.
- Classificazione sismica: zona 2 (sismicità medio-alta), Ordinanza PCM n. 3274 del 20/03/2003[8].

### Orografia
Il paese si trova su un rilievo collinare calcareo, ricoperto di marne limitatamente ad alcune zone, e posto al di sopra di un substrato argilloso tortoriano. L'aspetto fisico del territorio è caratterizzato da affioramenti argillosi tortoriani, segnati dal reticolo idrografico, le cui parti sommitali presentano affioramenti lapidei calcarei e gessosi di tipo evaporitico. Degni di nota sono pure gli affioramenti di trubi.

### Idrografia
Il territorio comunale fa parte di tre bacini idrografici diversi:
- il 58% ricade nel bacino del fiume San Leone,
- il 41,97% ricade nel bacino del fiume Canne,
- lo 0,03% ricade nel bacino del fiume Platani.

I terreni impermeabili si estendono per il 70% del territorio raffadalese, mentre il restante 30% è costituito da terreni permeabili.
Falde acquifere sono presenti:
- tra la contrada Butermini e il vallone Solfara, nel settore nord-orientale, in cui si trovano le sorgenti Canalicchio e Vasca;
- in corrispondenza della piccola sorgente nella zona del Canale, a est del centro storico;
- nel territorio compreso tra la località Sant'Anna e contrada Buagimi, fino alla SS118[10].

Piccole sorgenti, di modesta portata, si trovano nelle contrade Butermini, Monariti, Rognosa, Buagimi e Safo.

### Flora
La vegetazione del territorio comunale è quella tipica delle aree costiere semiaride dell'area mediterranea in cui prevale l'attività agricola: gran parte dei terreni è destinata alla semina, mentre le aree alberate sono caratterizzate da olivi, mandorli e pistacchi. Sono inoltre presenti macchie di pini e eucalipti.

### Clima
Il clima è di tipo "mediterraneo" con temperatura media di 26 - 28 °C in luglio e agosto e con punte massime di 30 - 40 °C.
- Classificazione climatica: zona C, 1177 GG[12].

## Origini del nome
Tradizionalmente si faceva derivare il toponimo "Raffadali" dall'unione del termine saraceno raffa, che significa "terra", con il nome "Alì". L'area in cui sorge l'attuale cittadina avrebbe fatto parte della Terra di Alì, comandante della fortezza araba di Guastanella.
Di questa leggenda si servì la famiglia dei signori feudali di Raffadali per legittimare la propria antichità e nobiltà. Un documento dei Montaperto del 1481 riproduce quello che si credeva essere un privilegio del 1095, in cui si riporta che, quando la fortezza fu assediata e conquista dai normanni guidati dal Gran Conte Ruggero I di Sicilia, tra gli assedianti si distinsero Giovanni Matteo Montaperto, e Giorlando Montaperto, suo figlio. Per premiare il loro valore il Gran Conte Ruggero avrebbe infeudato i Montaperto della Terra di Alì.
Di là dalla leggenda, è stato ipotizzato che il toponimo Raffadali derivi dall'arabo "Rahl-Afdal" (Villaggio eccellentissimo).
Le forme antiche del toponimo furono: Rafadalis nell'opera di Francesco Maurolico; Raphadalis in Filippo Briezio, Claudio Mario Arezzo, Tommaso Fazello; Raffadale negli atti pubblici.

## Storia

### Preistoria
Il territorio presenta testimonianze preistoriche di estremo interesse che dimostrano la continuità della presenza umana sin dal Neolitico superiore, con resto di capanne, ingrottati, reperti fittili, e sculture litiche. I reperti più antichi risalgono al età della pietra, precisamente all'eneolitico (4000 a.C.), e sono stati rinvenuti in contrada Pietra Rossa, dove si trova una necropoli costituita da decine di loculi, nei quali erano sepolti degli scheletri, in posizione fetale, per simboleggiare il ritorno alle viscere della terra, la grande genitrice.
Nel Piano territoriale regionale è indicata la presenza di tombe a grotticella della prima età del bronzo in parte ampliate e riutilizzate per camere funerarie con loculi in età romana e bizantina. Accanto ai corpi gli archeologi hanno scoperto una moltitudine di ceramiche, piuttosto grossolane, che testimoniano lo stanziamento di una popolazione, il cui sostentamento si basava sull'agricoltura e l'allevamento. Un altro sito archeologico presente a Raffadali è Cozzo Busonè, situato in prossimità della SS118. La necropoli è costituita da diverse tombe a grotticella artificiale, dodici delle quali andarono perdute a causa dei lavori di sventramento della collina per opera di una società produttrice di calcare. L'archeologo Bianchini fu il primo a condurre degli scavi nel sito scoprendo l'esistenza di diverse tombe, la tipologia delle quali varia da semplici nicchie, per un singolo individuo, a intere stanze circolari, destinate ad accogliere un intero nucleo familiare. Le ceramiche e i reperti litici ritrovati ci svelano la presenza della cultura di Castelluccio (XVIII secolo- XV secolo a.C.). Tra i reperti di maggior valore ritrovati figurano due idoletti femminili, le cosiddette Veneri di Busonè, raffiguranti la Dea Madre. Le restanti tracce di una necropoli preistorica sono rintracciabili presso il colle Palombara, dove sono state rinvenute alcune ossa cementate in una spessa formazione cristallina.

### Età antica
Nel periodo greco, probabilmente, nel territorio dell'odierna Raffadali sorgevano svariati casali agricoli, popolati da contadini. Della presenza romana, emergono testimonianze nel sito di Terravecchia. Secondo il Picone tali luoghi costituivano l'antica Erbesso. Ad avvalorare la tesi vi è la presenza delle fondamenta di edifici. Tra gli importanti reperti ritrovati si ricordano il sarcofago con Ratto di Proserpina, ritrovato nel Cinquecento in contrada Grotticelle, dove sono note anche altre testimonianze del periodo romano, e il Rilievo delle Vestali, raffigurante sacerdotesse nell'atto di offrire un sacrificio, in presenza di una figura maschile togata. Il sarcofago venne custodito prima nel palazzo dei principi di Montaperto, che in seguito lo donarono alla chiesa madre del paese, dove è tuttora conservato. Risalente al periodo bizantino è la necropoli di Grotticelle, nella quale si trovano diverse decine di tombe cristiane a loculo.

### Età medievale
Gli arabi giunsero nel territorio intorno al primo quarto del IX secolo: introdussero la coltura degli agrumi, delle rosacee (pero, albicocco, pistacchio) e forse del carrubo e organizzarono e realizzarono la canalizzazione delle scarse riserve idriche.
Sul finire dell'XI secolo con il castello di Monte Guastanella, il feudo è concesso alla famiglia Montaperto. Nel 1177 compare per la prima volta nei registri della diocesi di Agrigento e nel Trecento il villaggio aveva una parrocchia dedicata a San Leonardo, oggi scomparsa. Compare anche la denominazione di "Raalfala" nei registri delle rendite ecclesiastiche della diocesi.
Passata nel secolo XIII con gli Angioini alla famiglia Nigrell e poi a Bonmartino di Agrigento, tornò da questo per permuta nel 1289 ai Montaperto che la tennero con alterne vicende fino alla fine del secolo XIV; appartenne nel XIV secolo anche a Scaloro degli Uberti per eredità Montaperto.

### Età moderna
L'odierna cittadina venne fondata sulle rovine dell'antico casale. Nel 1507 Pietro Montaperto ottenne dal re Ferdinando lo "ius populandi" per la espansione dell'agglomerato urbano, e iniziò i lavori di consolidamento del castello e di costruzione della chiesa madre.
Nel 1649 Giuseppe Nicolò Montaperto intervenne per reprimere una rivolta degli agrigentini contro il vescovo Trajna, accusato di costringere la popolazione alla fame. Per premiare il coraggio e la fedeltà dei Montaperto, Filippo IV di Spagna insignì la famiglia feudataria di Raffadali del titolo principesco. L'ultimo signore di Raffadali fu Salvatore Montaperto Valguarnera.

### Età contemporanea
Agli inizi dell'Ottocento Raffadali si trasformò da borgo del feudo a borgo rurale di piccoli e medi proprietari, rimanendo ai vecchi feudatari il diritto enfiteutico sulle frazioni del fondo. Nel 1909 Raffadali divenne di nuovo sede di pretura, dopo che questa era stata soppressa nel 1892.
Raffadali è stato uno dei centri siciliani maggiormente attivi nella storia del movimento contadino a partire dai fasci siciliani e fino alle lotte contadine che caratterizzano il primo e soprattutto il secondo dopoguerra, quando la cittadina divenne una delle roccaforti del Partito Comunista Italiano in Sicilia. Raffadali ha dato i natali a due personaggi di primo piano nella storia del PCI, Cesare Sessa e Salvatore Di Benedetto, che ne furono entrambi sindaci. Divenne famosa in quegli anni anche per il corteo che veniva organizzato il 1º maggio per la Festa dei Lavoratori.

### Simboli
Lo stemma di Raffadali è così descritto dallo statuto comunale:
- Il Comune negli atti e nel sigillo si identifica con il nome "Raffadali" e con lo stemma, così descritto: fondo bianco, con quattro sbarre di colore azzurro alternate con nove rose in posizione 1.2.3.2.1.
- Nel cimiero sorretto da cariatidi alate c’è un cavaliere armato, lancia in resta, cavalcante un cavallo bianco galoppante nelle fiamme rosse scaturenti da un monte aperto.
- Divisa "Ad astra".»

Il gonfalone del comune di Raffadali riproduce lo stemma su fondo rosso, arricchito di decori floreali.

## Monumenti e luoghi d'interesse

### Architetture religiose
(Luigi Pirandello, Opere di Luigi Pirandello: Novelle per un anno,)

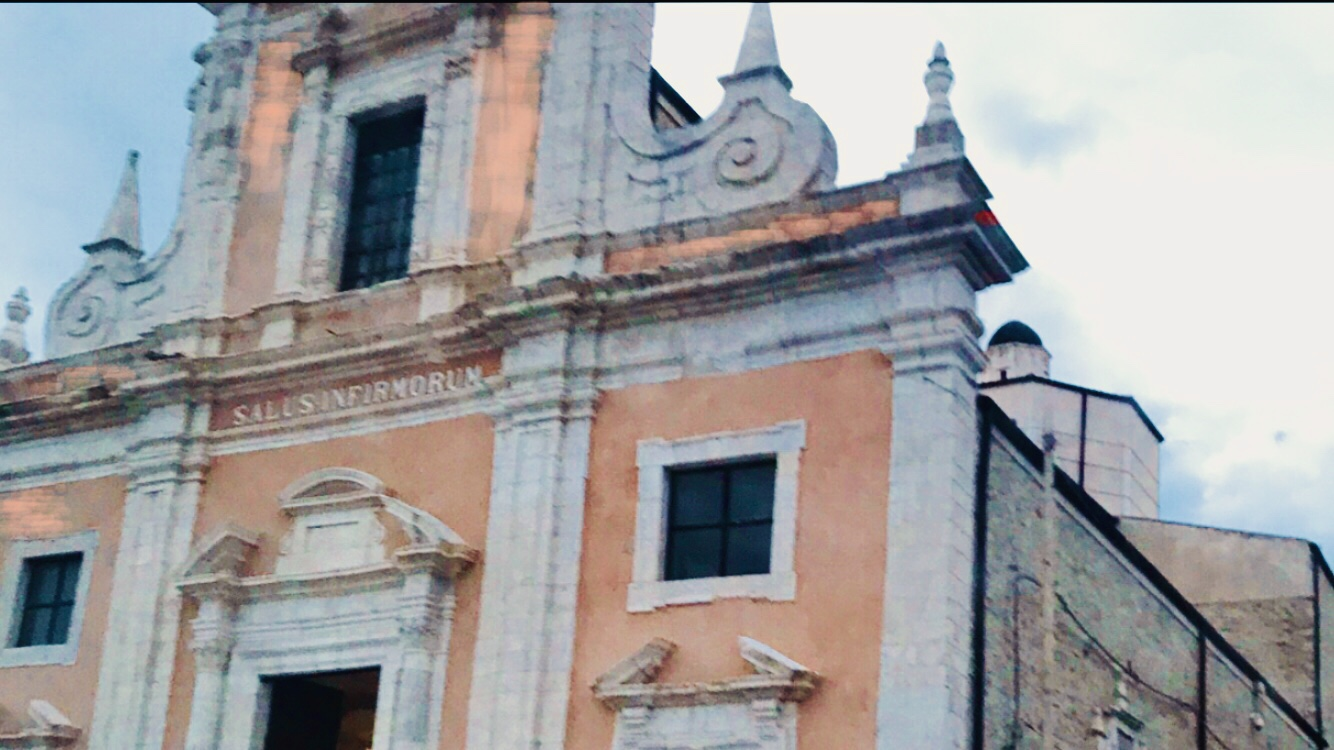
Chiesa madre di Santa Oliva
Situata al centro del paese, la Chiesa madre fu edificata a partire dal 1507 e dedicata alla Madonna degli Infermi: vi furono trasferite nel 1608 la parrocchia di Santa Oliva e l'arcipretura, dall'antica chiesa madre dedicata a Sant'Oliva oggi scomparsa. Vi sono conservati il sarcofago di Raffadali, raffigurante il ratto di Proserpina, e una statua lignea cinquecentesca di Maria santissima degli Infermi con Bambino.

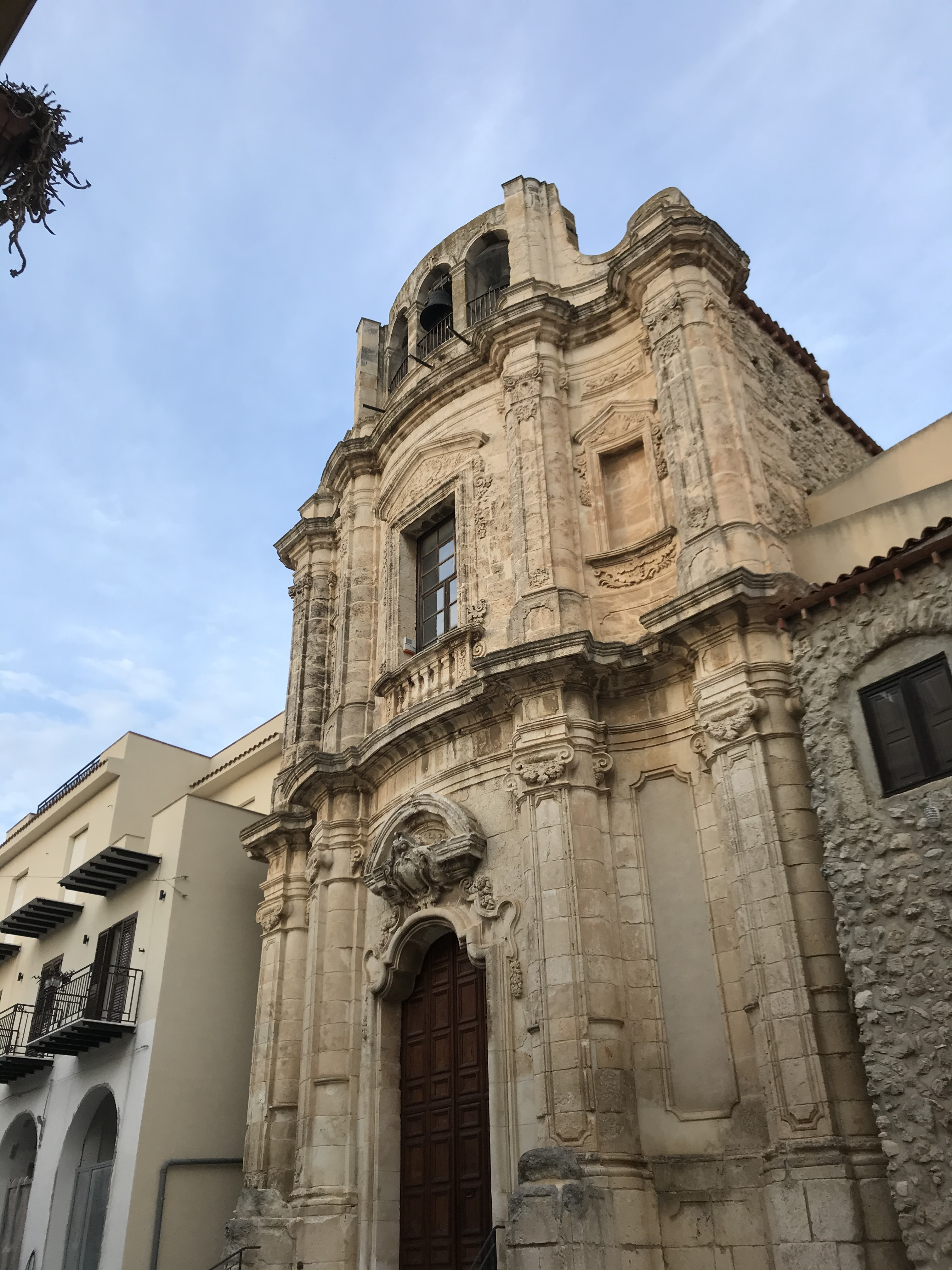
Chiesa di San Giuseppe
La chiesa di San Giuseppe ha una facciata barocca risalente al XVIII secolo. All'architetto Saverio Bentivegna sono da ascrivere gli interni, realizzati nel XIX secolo. Sorge accanto al monastero delle suore collegine.

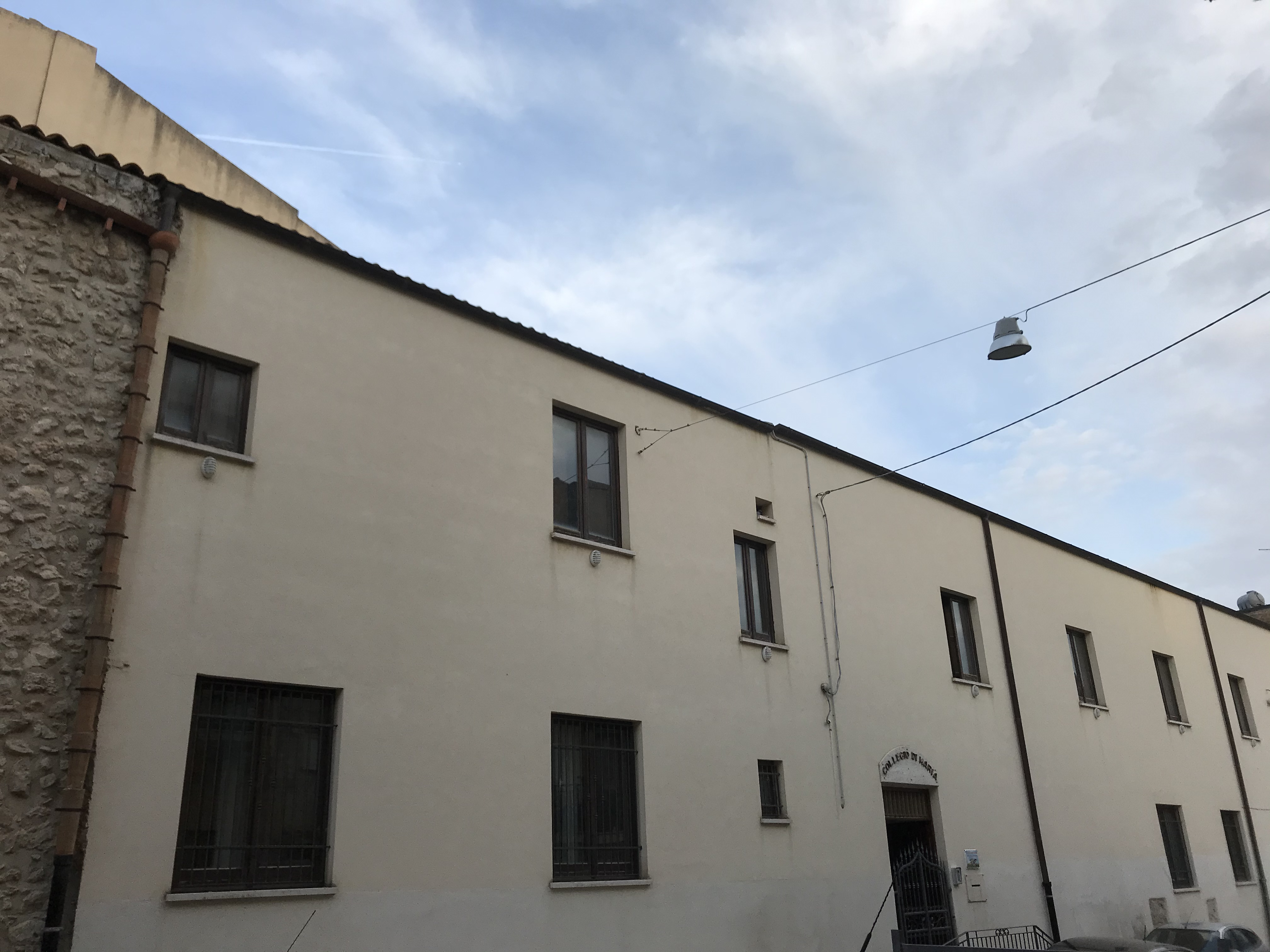
Collegio di Maria

Chiesa di San Giacinto Giordano Ansalone
La chiesa di San Giacinto Giordano Ansalone è l'edificio di culto più recente. L'impianto planimetrico è a navata unica, e lo stile della facciata e delle decorazioni interne marcatamente moderno.

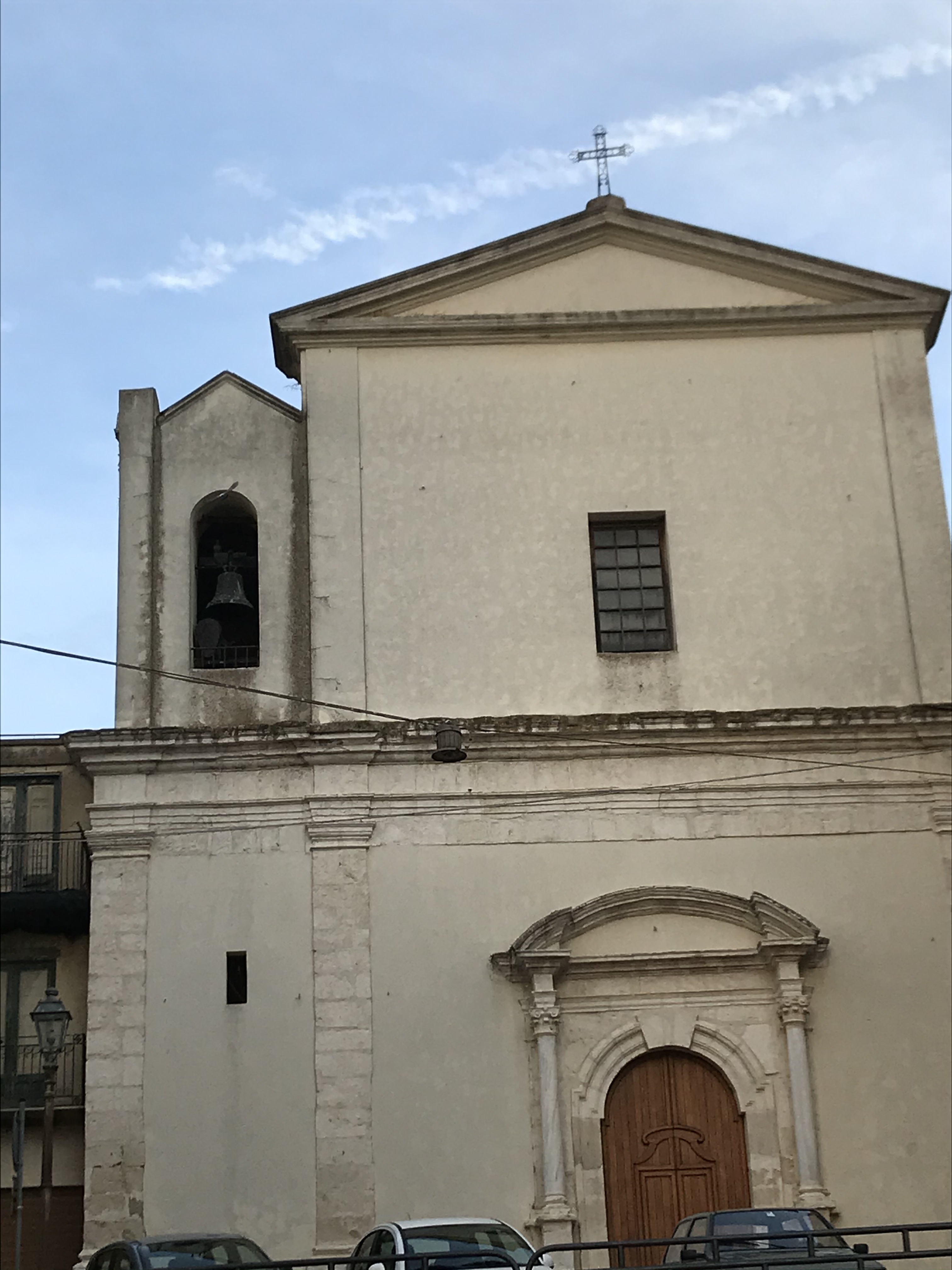
Chiesa di Santa Maria del Rosario
La chiesa (con annesso un convento dell'Ordine dei frati predicatori), trentaquattresima istituzione dell'ordine in terra di Sicilia, fu fondata extra moenia da Niccolò Montaperto nel 1540, sotto il titolo di «San Nicolò».
Chiesa di San Giovanni Battista
Chiesa della Madonna del Carmelo
Alla chiesa era annesso un convento di carmelitani.
Chiesa del Santissimo Crocifisso
La chiesa fu edificata tra il 1570 e gli inizi del XVII secolo. Il suo impianto planimetrico è semplice, a navata unica. Al suo interno vi sono nicchie laterali dedicate a Santa Lucia, alla Madonna della Catena e al Sacro Cuore.
Chiesa di Sant'Antonio abate
Chiesa di Sant'Antonio da Padova

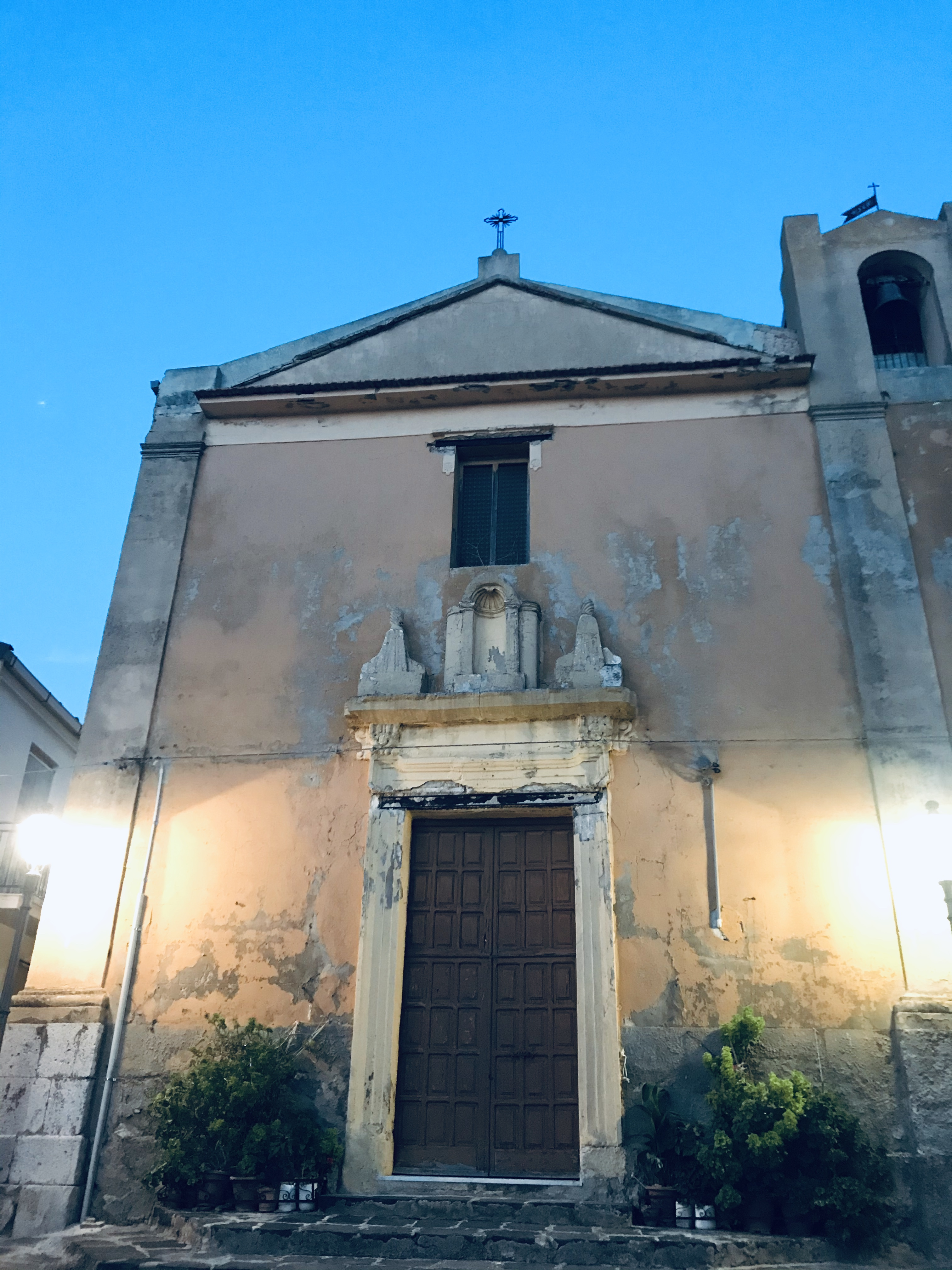
Chiesa di San Giovanni nello storico quartiere del Canale

Costruita tra il 1507 e il 1522, la chiesa cadde in rovina nel corso dello stesso secolo e fu restaurata solo nel 1614. A essa era annesso un convento dei Frati minori fin dal 1535.

### Edifici di culto minori
- Chiesa della Madonna della Catena.
- Chiesa della Madonna della Pietà.
- Oratorio della confraternita del Santissimo Sacramento.

A Raffadali esistono alcune piccole cappelle, situate nel nucleo storico del paese, oggi in stato di abbandono.
Sono presenti inoltre due edicole sacre dedicate alla Madonna col Gesù Bambino e situate in via Porta Agrigento e in via Porta Palermo.

### Chiese non più esistenti
- Antica Chiesa di Santa Oliva
- Chiesa di San Leonardo, attestata nel XIV secolo.

### Architetture civili
Palazzo Principe

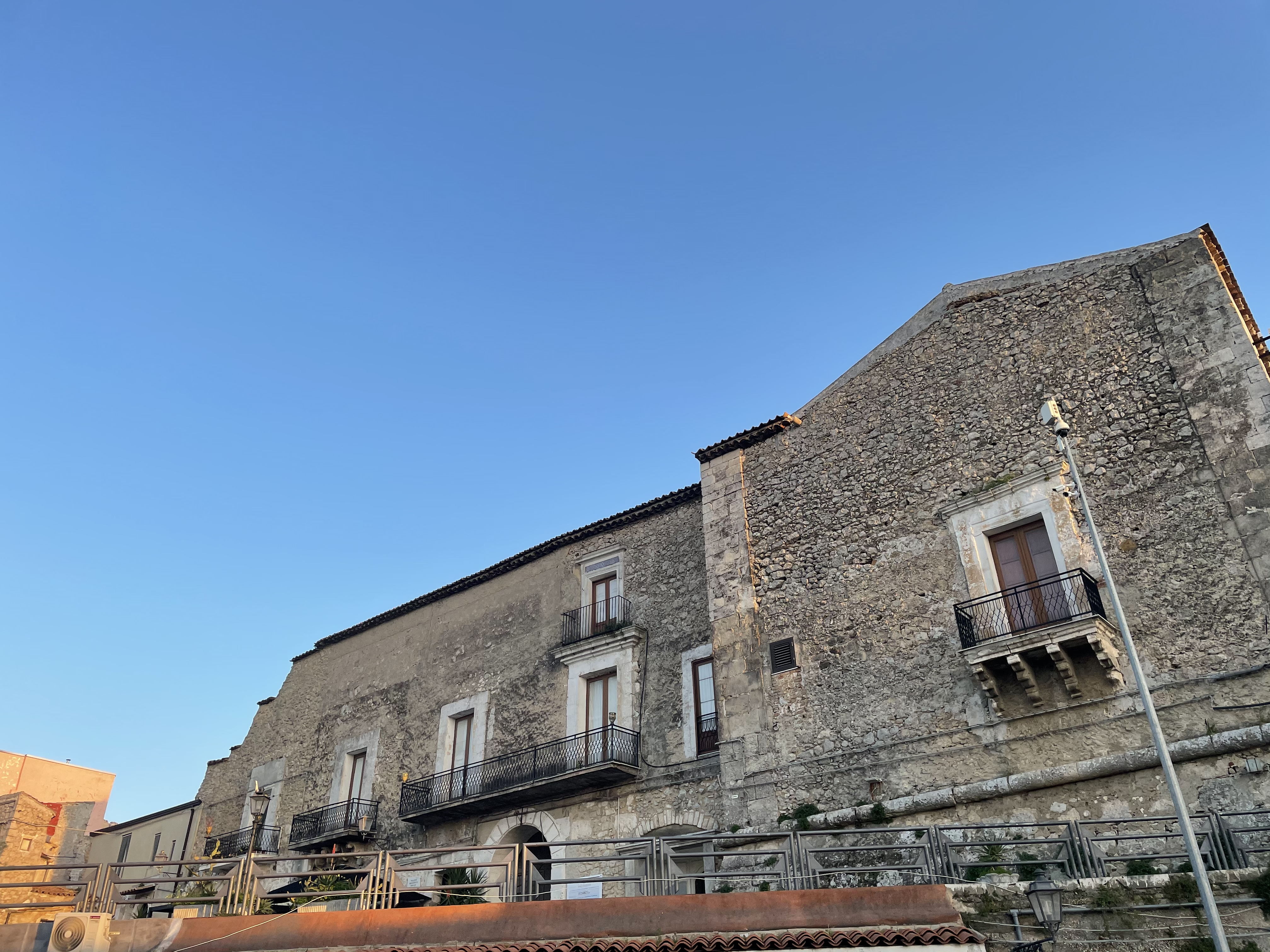
Palazzo dei principi Montaperto a Raffadali

L'edificio fu in passato residenza dei principi della famiglia Montaperto. Costruito nel XVI secolo, partendo da una precedente costruzione del XIV secolo, subì in seguito la distruzione di tre torri e delle merlature.
Palazzo di Città
Il palazzo è sede del comune di Raffadali. Sulla facciata spicca lo stemma cittadino. Al tempo della monarchia borbonica ospitò un carcere. Traccia di questa sua precedente funzione permane nella toponomastica, poiché il vicolo posto nel retro dell'edificio prese il nome di via Carcere.

### Architetture militari
Fortezza araba di Buagimi
Lo storico Michele Amari ipotizzò che la fortezza araba di Bugamo sorgesse anticamente presso la contrada Buagimi.

### Altro
Statue e altri monumenti
Quattro monumenti decorano piazze e vie di Raffadali: il monumento ai caduti di tutte le guerre, inaugurato nel 1924 e situato davanti alla chiesa madre; il monumento a Francesco Spoto, posto ai lati della via Nazionale; il monumento al movimento operaio e contadino, posto in Piano Progresso, nelle vicinanze di Palazzo Principe, e il monumento a Cesare Sessa, inaugurato nel 2007, sito nella piazzetta omonima.
Nel 2006 è stato inaugurato un bassorilievo in memoria di Salvatore Di Benedetto nel Teatro civico di Raffadali.

### Fontane
A Raffadali sono presenti cinque fontane pubbliche molto antiche: una è posta in Piano Progresso, è la più recente, e ha uno scopo puramente decorativo. Un'altra è posta in via Porta Palermo, ha circa 300 anni ed era usata fino a poco tempo fa per abbeverare gli animali. Un'altra è nella strada verso Joppolo Giancaxio e ha la stessa funzione della precedente. L'abbeveratoio di Fontanelle è sito nell'omonima via, mentre l'ultima si trova in zona Canale, antico nucleo urbano del paese, nota ai cittadini per la presenza di "acqua amara", ovvero acqua che, per peculiari caratteristiche minerali e saline, non risulta potabile.

### Siti archeologici

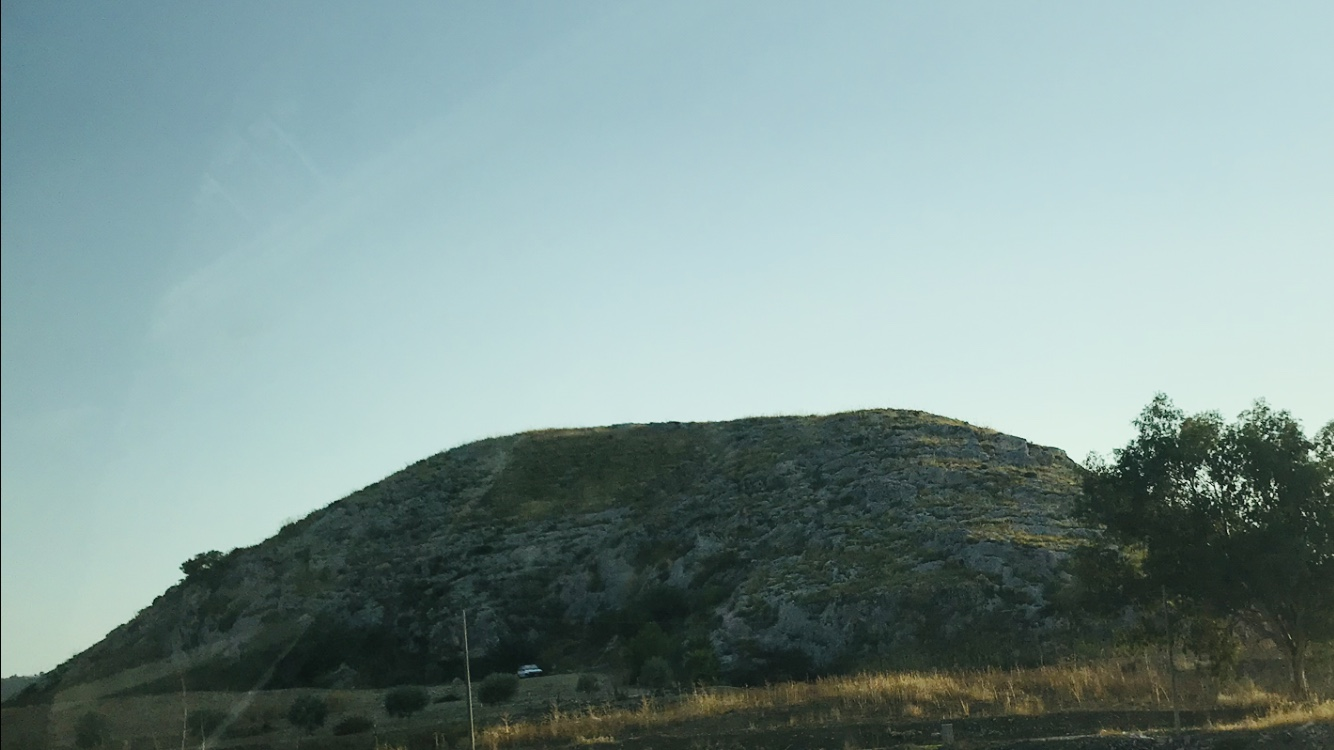
Cozzo Busonè a Raffadali

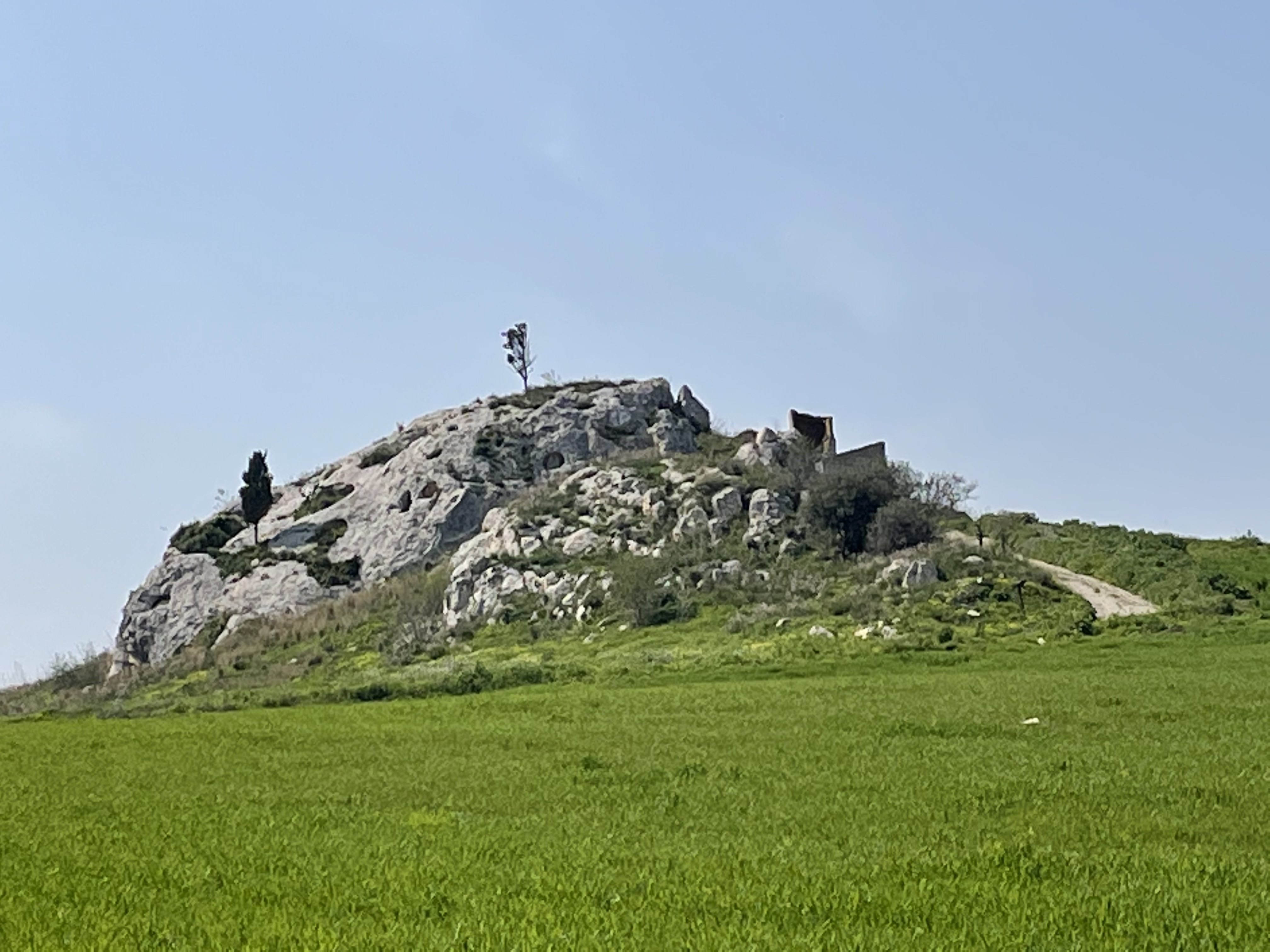
Cozzo Pietra Rossa a Raffadali

Cozzo Busonè
Il sito presenta: tombe a forno; due tombe a camera con oggetti di pietra e di ceramica; sepolture a grotticella di epoca eneolitica antica dove furono rinvenute nel 1967 in seguito a una campagna di scavo archeologico le due Veneri di Busonè, conservate nel Museo archeologico regionale di Agrigento. Secondo una leggenda araba la montagna si aprirebbe ogni sette anni e mezzo rivelando i tesori celati al suo interno.
Cozzo Pietrarossa
Nel sito è stata ritrovata una necropoli con tombe a forno risalente al 4000 a.C.
Colle di Palombara
Vi si trova una grotta con frammenti ceramici della cultura di Castelluccio.
Contrada Terravecchia
Nel sito sono emersi resti di un abitato (frammenti ceramici, macine, lucerne, gioielli) identificato come la Statio Pitiniana dell'Itinerario Antonino a nove miglia da Agrigento.
Grotticelle
Necropoli tardo romana e bizantina (III-IV secolo) con tombe ad arcosolio e a loculo scavate nella roccia; dalla necropoli proviene il sarcofago di Raffadali.

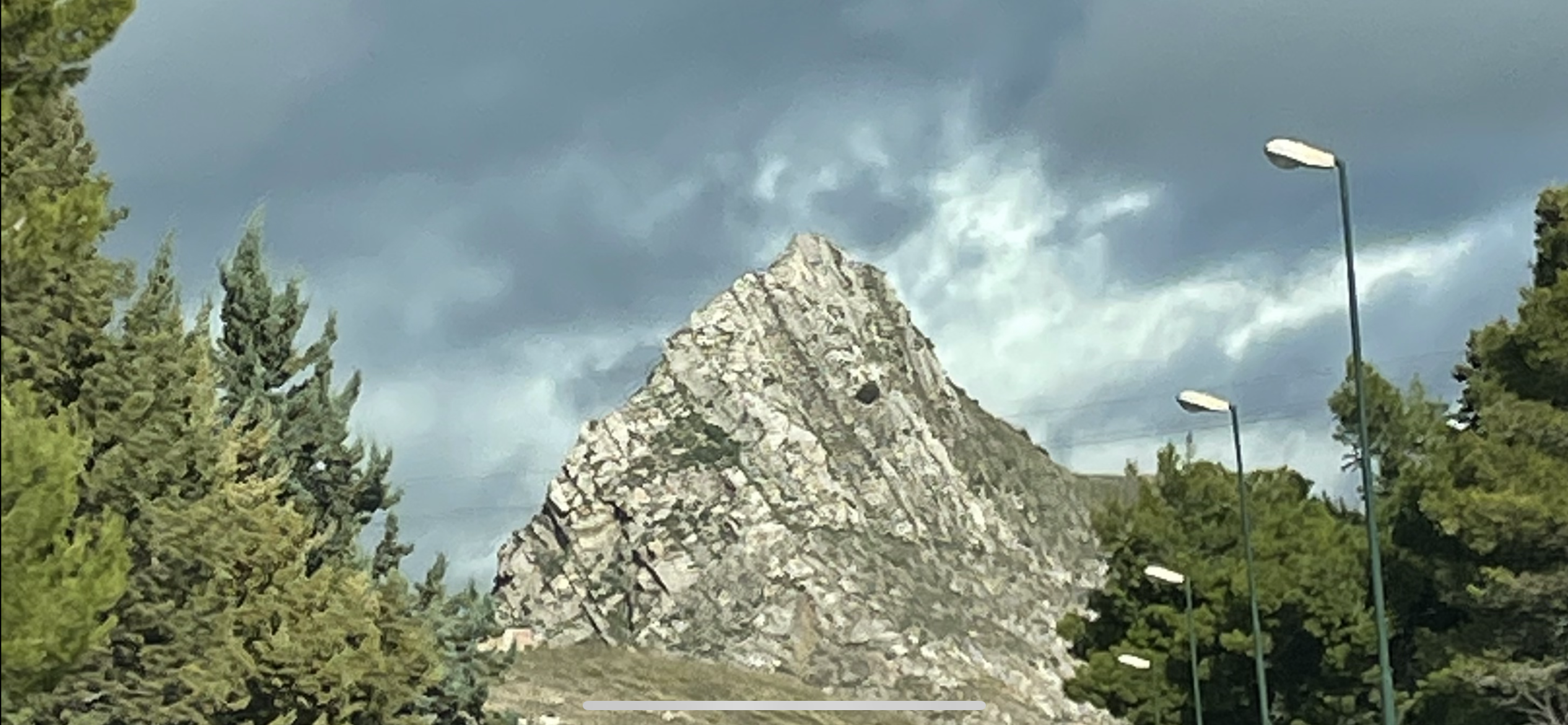
Monte Guastanella
Nel monte si trovano una necropoli e resti di un castello arabo (dove venne imprigionato il vescovo di Agrigento, Ursone), distrutto da Federico II di Svevia tra il 1221 e il 1232.

## Società

### Evoluzione demografica
Abitanti censiti

### Etnie e minoranze straniere
Al 31 dicembre 2018 nel comune risiedevano 450 cittadini di origine straniera, di cui le comunità più numerose erano:
- Romania 245
- Marocco 33
- Senegal 29

La composizione etnica della popolazione di Raffadali è stata soggetta a mutamenti nel corso dei secoli. Raffadali fu un casale Sarracenorum (casale di Saraceni, come lo definì lo storico Tommaso Fazello), abitato cioè da gente araba. Memoria della presenza araba rimane sia nella toponomastica raffadalese sia nel dialetto. In seguito la popolazione del casale diminuì con la conquista normanna. Il casale preesistente fu ingrandito e ripopolato nel XVI secolo, per volere dei signori (e successivamente dei principi) della famiglia Montaperto.
Nel XVI secolo erano presenti nella cittadina i probabili discendenti della comunità ebraica del Monte della Giudecca.

### Tradizioni e folclore
- Natale: novene cantate e "pastorale" (recita teatrale con "Nardo", un pastore pasticcione). È tradizione mangiare i purciddati (strudel riempiti con fichi secchi e mandorle triturate) e il pane con i fichi[32].
- Carnevale: sfilate di carri allegorici e gruppi e in serata balli in maschera per la via Nazionale. I festeggiamenti durano per quattro serate, dal sabato al martedì grasso. Tradizionalmente vengono preparati gli spingi (frittelle di pasta di farina e uova o in alternativa purea di patate, fritte in abbondante olio e addolciti con zucchero o miele), la pignulata (dolce di pasta di farina e uova, preparati in forma cilindrica, dello spessore di un dito, fritti in olio e mescolati con zucchero riscaldato)[32].
- Pasqua: il venerdì santo si svolgono rappresentazioni teatrali sacre su un palcoscenico stabile, all'aperto. Tradizionalmente viene preparato u panareddu cu l'ovu (panierino in pasta di farina con un uovo di gallina al forno)[32].

## Cultura

### Istruzione
La Biblioteca comunale "Salvatore Di Benedetto", ospitata presso alcune stanze del Palazzo comunale in via Nazionale, dispone di oltre 8 000 volumi.
Il comune dispone di una scuola media, tre scuole elementari e quattro asili.

### Arte
Sono stati ritrovati a Raffadali, in contrada Grotticelle e Terravecchia, due importanti testimonianze dell'arte romana:

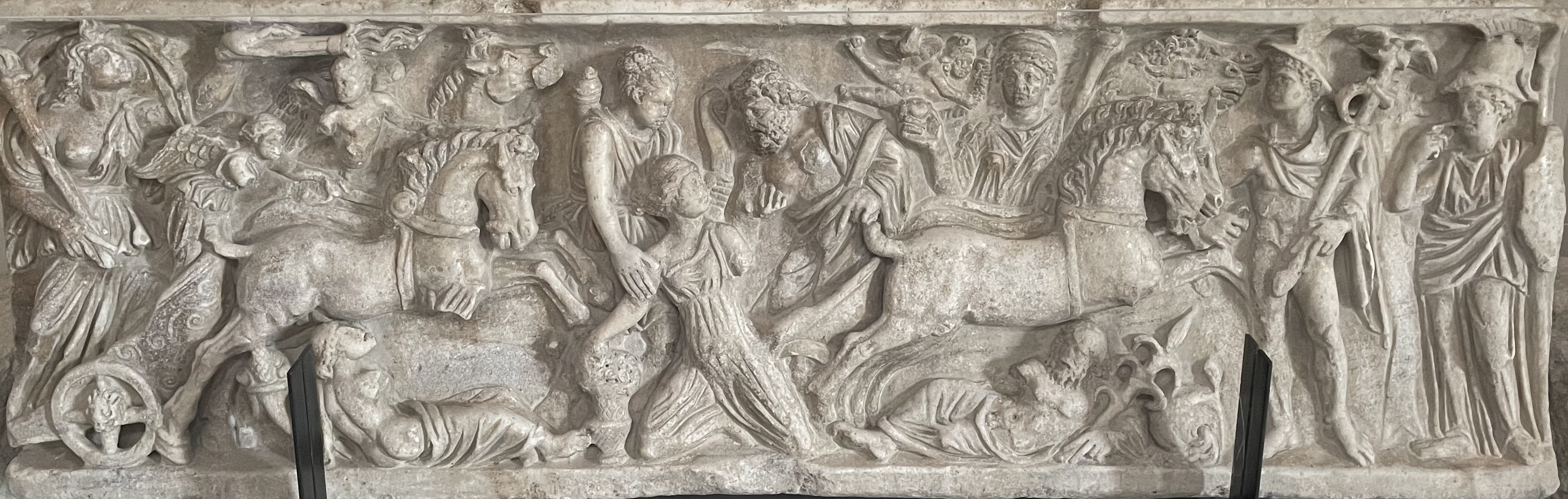
Sarcofago di Raffadali

- Sarcofago romano con raffigurazione del ratto di Proserpina, rinvenuto in contrada Grotticelle a Raffadali nel XVI secolo, e ospitato nella chiesa madre.[48][49]
- Rilievo delle Vestali del I secolo d.C., appartenuto al Principe di Raffadali. Il bassorilievo in marmo raffigura l'offerta delle Vestali che, con il capo velato, presenziano a un rituale sacro celebrato da un personaggio maschile togato, sacerdote o imperatore nelle funzioni di Pontifex Maximus. Il rilievo è oggi conservato presso il museo archeologico di Palermo.[48]

### Cucina
Il piatto tipico di Raffadali è il macco di fave (u paisi dû maccu è il soprannome dato a Raffadali dai paesi vicini), una crema realizzata con una cottura prolungata di fave secche, alle quali viene aggiunta una verdura, solitamente delle bietole, del finocchietto selvatico, zucchine verdi di tenerume e servita con il solo condimento di olio extravergine di oliva. Sono inoltre tipiche le pietanze a base di pistacchio di Raffadali.

### Eventi

#### Festa del pistacchio di Raffadali
L'evento principale raffadalese è il "Fastuca Fest", ovvero la festa del pistacchio di Raffadali. La manifestazione si svolge in tre giorni nella seconda metà di settembre, ospita numerosi stand enogastronomici e tende a valorizzare la qualità del pistacchio locale, prodotto nel comune e nei centri limitrofi.

## Geografia antropica

### Urbanistica

Carta catastale di Raffadali del XIX secolo. O, Piano del Calvario; P, Largo del Convento; Q, Largo di Sant'Antonio; R, Piano del Carmelo; S Largo del Castello; T, giardino del castello; V, Piano del Rosario.

Il nucleo più antico è costituito da un fitto intrico di strette strade su cui si affacciano case tradizionalmente costruite di pietrame e gesso, con ripide scale esterne che consentono l'accesso al vano a primo piano, quasi sempre unico. Il nucleo più antico si dispone intorno al castello e alla chiesa madre. Dagli inizi del XX secolo il luogo più animato è la via Nazionale, dove si trovano il municipio, la chiesa madre, il castello, la biblioteca; la strada inoltre è sede di numerose attività commerciali e professionali e di associazioni e sezioni di partito.

### Frazioni
Fino al 1926 il comune di Raffadali comprendeva la frazione di Joppolo (oggi comune di Joppolo Giancaxio), che fu frazione di Aragona fino al 1892.

## Economia

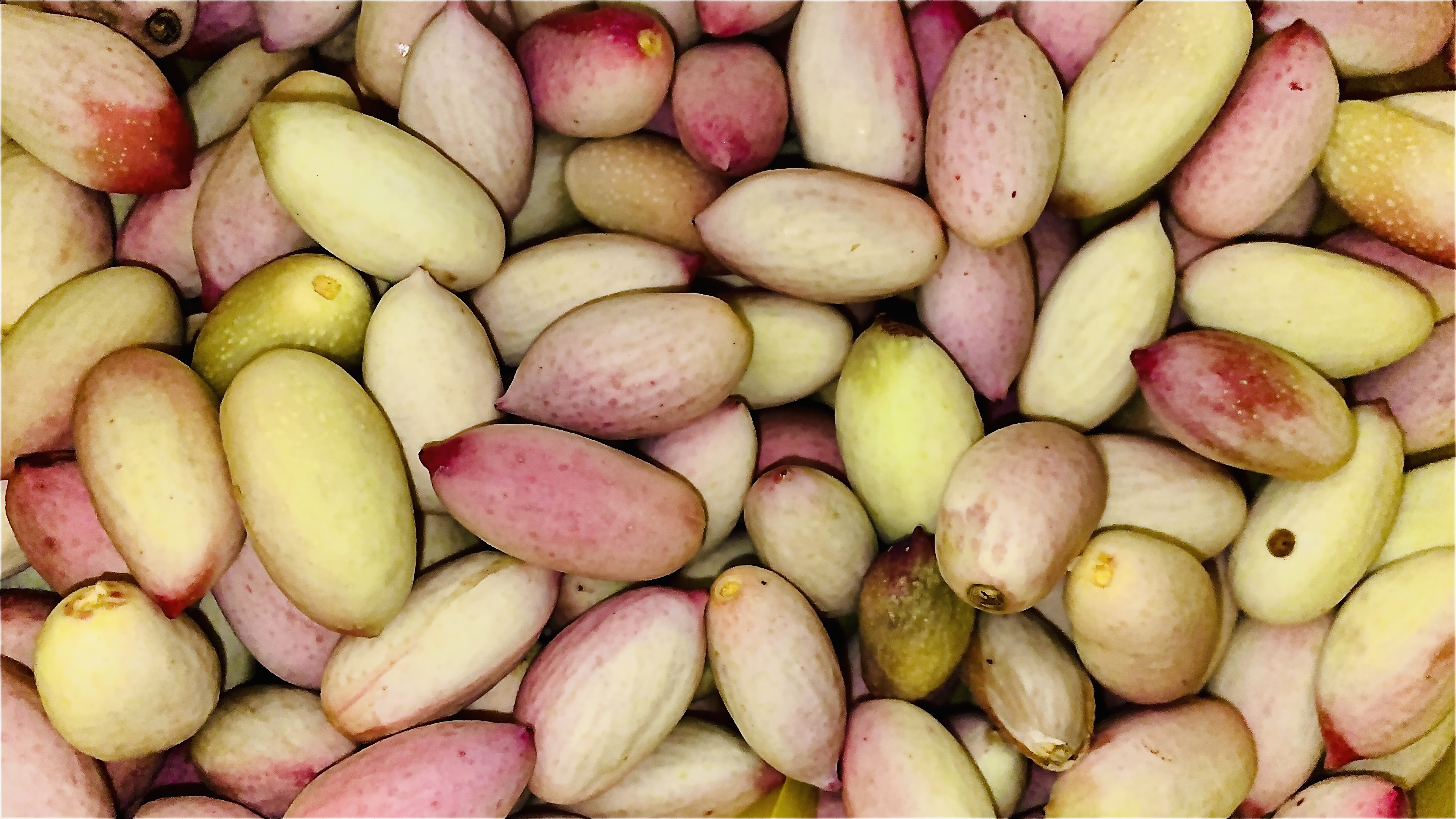
Pistacchio di Raffadali

Le attività economiche sono in prevalenza legate all'agricoltura con una notevole produzione di grano, uva, mandorle, pistacchi e olive. È presente inoltre l'allevamento bovino e ovino. Durante l'ultimo cinquantennio 1961-2011 si è verificata una terziarizzazione delle attività.
Raffadali è il principale centro dell'agrigentino per quanto riguarda la lavorazione del pistacchio (dolci e semilavorati), nonché la piazza principale per il commercio dello stesso, tanto che buona parte del frutto ottenuto nel territorio del libero consorzio comunale di Agrigento viene identificato come pistacchio di Raffadali D.O.P.
A complemento delle attività agricole sono sorti oleifici e stabilimenti enologici e conservieri. La specializzazione delle colture (pomodori, carciofi, cetrioli, uva da tavola, pere e fichi) ha determinato inoltre lo sviluppo del commercio dei prodotti agricoli.

## Infrastrutture e trasporti
I trasporti avvengono prevalentemente tramite autobus extraurbani, con terminal in via Nazionale: esistono collegamenti diretti verso Palermo, Agrigento, Trapani, Sciacca e per i paesi limitrofi. Non è invece presente una linea di trasporti urbani.

### Strade
Il più importante asse viario che attraversa il territorio comunale è la strada statale 118. La strada attraversa il centro abitato lungo via Porta Agrigento, via Nazionale e via Porta Palermo.
Il comune è servito dalle seguenti strade provinciali:
- Strada provinciale 17-A - S. Elisabetta-Raffadali
- Strada provinciale 17-B - Raffadali (bivio Zorba)-Siculiana (SS115)
- Strada provinciale 29-B - Cattolica Eraclea - Raffadali

## Amministrazione
| Periodo | Periodo   | Primo cittadino               | Partito         | Carica                        | Note   |
| ------- | --------- | ----------------------------- | --------------- | ----------------------------- | ------ |
| 1826    | 1827      | Giosuè Montalbano             |                 | Sindaco                       |        |
| 1828    | 1830      | Alessandro D'Alessandro       |                 | Sindaco                       |        |
| 1831    | 1831      | Gaetano Gueli Buonavia        |                 | Sindaco                       |        |
| 1831    | 1833      | Antonio Tarallo               |                 | Sindaco                       |        |
| 1834    | 1836      | Gaetano Gueli Buonavia        |                 | Sindaco                       |        |
| 1837    | 1840      | Pietro Antonio Cuffaro        |                 | Sindaco                       |        |
| 1840    | 1845      | Alessandro D'Alessandro       |                 | Sindaco                       |        |
| 1846    | 1852      | Vincenzo Maragliano           |                 | Sindaco                       |        |
| 1853    | 1855      | Girolamo Randisi              |                 | Sindaco                       |        |
| 1856    | 1858      | Francesco Di Stefano          |                 | Sindaco                       |        |
| 1859    | 1860      | Antonino Cuffaro              |                 | Sindaco                       |        |
| 1860    | 1861      | Salvatore D'Alessandro        |                 | Presidente municipale         |        |
| 1861    | 1864      | Baldassare La Rizza           |                 | Sindaco                       |        |
| 1864    | 1866      | Giovanni Gueli Sacheli        |                 | Sindaco facente funzioni      |        |
| 1867    | 1867      | Salvatore D'Alessandro Serroy |                 | Sindaco                       |        |
| 1868    | 1871      | Stefano La Rizza              |                 | Sindaco                       |        |
| 1871    | 1873      | Baldassare La Rizza           |                 | Sindaco                       |        |
| 1874    | 1882      | Salvatore D'Alessandro        |                 | Sindaco                       |        |
| 1882    | 1889      | Salvatore Bellomo             |                 | Sindaco                       |        |
| 1890    | 1891      | Salvatore Bellomo             |                 | Sindaco facente funzioni      |        |
| 1892    | 1894      | Ferdinando Cuffaro            |                 | Sindaco facente funzioni      |        |
| 1895    | 1896      | Ferdinando Cuffaro            |                 | Sindaco facente funzioni      |        |
| 1896    | 1897      | Salvatore Costanza            |                 | Sindaco                       |        |
| 1898    | 1898      | Ferdinando Cuffaro            |                 | Sindaco                       |        |
| 1899    | 1899      | Salvatore Costanza            |                 | Sindaco                       |        |
| 1900    | 1901      | Ernesto Palumbo               |                 | Commissario prefettizio       |        |
| 1902    | 1902      | Ferdinando Perricone          |                 | Commissario prefettizio       |        |
| 1903    | 1903      | Gaspare Diana                 |                 | Sindaco facente funzioni      |        |
| 1904    | 1908      | Salvatore Cotanza             |                 | Sindaco                       |        |
| 1909    | 1913      | Alfonso Diana                 |                 | Sindaco                       |        |
| 1914    | 1914      | Paolo Giuffrida               |                 | Commissario prefettizio       |        |
| 1914    | 1919      | Alfonso Di Benedetto          |                 | Sindaco                       |        |
| 1919    | 1923      | Tommaso Salvatore Cuffaro     |                 | Sindaco                       |        |
| 1923    | 1923      | Enrico Sindico                | PNF             | Commissario prefettizio       |        |
| 1924    | 1926      | Francesco Burgio              | PNF             | Commissario prefettizio       |        |
| 1926    | 1927      | Renato Attanasio              | PNF             | Commissario prefettizio       |        |
| 1927    | 1927      | Vincenzo Rampello             | PNF             | Commissario prefettizio       |        |
| 1927    | 1927      | Vincenzo Agozino              | PNF             | Commissario prefettizio       |        |
| 1927    | 1929      | Giuseppe Melisenda            | PNF             | Commissario prefettizio       |        |
| 1929    | 1929      | Michele Gaglio                | PNF             | Commissario prefettizio       |        |
| 1930    | 1931      | Armando Corsini               | PNF             | Commissario prefettizio       |        |
| 1931    | 1931      | Armando Corsini               | PNF             | Commissario prefettizio       |        |
| 1931    | 1931      | Salvatore D'Alessandro        | PNF             | Commissario prefettizio       |        |
| 1931    | 1932      | Salvatore D'Alessandro        | PNF             | Podestà                       |        |
| 1932    | 1932      | Eduardo Cuffaro               | PNF             | Commissario prefettizio       |        |
| 1933    | 1936      | Eduardo Cuffaro               | PNF             | Podestà                       |        |
| 1936    | 1937      | Giuseppe Contino              | PNF             | Commissario prefettizio       |        |
| 1937    | 1937      | Gaetano Notarbartolo          | PNF             | Commissario prefettizio       |        |
| 1937    | 1939      | Gaetano Notarbartolo          | PNF             | Podestà                       |        |
| 1940    | 1943      | Enrico Tabone                 | PNF             | Podestà                       |        |
| 1943    | 1943      | Giuseppe Pantano              |                 | Commissario prefettizio       |        |
| 1944    | 1945      | Giuseppe Morreale             |                 | Sindaco nominato dal prefetto |        |
| 1945    | 1946      | Luigi Alonge                  | PCI             | Sindaco nominato dal prefetto |        |
| 1946    | 1946      | Paolo Diana                   |                 | Sindaco                       |        |
| 1946    | 1946      | Luigi Alonge                  | PCI             | Sindaco                       |        |
| 1947    | 1947      | Alfonso Vinti                 |                 | Sindaco                       |        |
| 1948    | 1948      | Antonino Ragusa               |                 | Sindaco                       |        |
| 1948    | 1954      | Cesare Sessa                  | PCI             | Sindaco                       |        |
| 1954    | 1957      | Guido Gueli                   | PCI             | Sindaco                       |        |
| 1957    | 1982      | Salvatore Di Benedetto        | PCI             | Sindaco                       |        |
| 1983    | 1985      | Giannino Lombardo             | PCI             | Sindaco                       |        |
| 1985    | 1987      | Salvatore Di Benedetto        | PCI             | Sindaco                       |        |
| 1987    | 1989      | Gianfranco Gueli              | PCI             | Sindaco                       |        |
| 1989    | 1992      | Giannino Lombardo             | PCI-PDS         | Sindaco                       |        |
| 1992    | 1992      | Giovanni Iacono Manno         |                 | Sindaco                       |        |
| 1992    | 1993      | Salvatore Giuseppe Iacono     |                 | Sindaco                       |        |
| 1993    | 1993      | Galvano Vincenzo              |                 | Sindaco                       |        |
| 1993    | 1994      | Giovanni Battista Leone       |                 | commissario straordinario     |        |
| 1994    | 1998      | Salvatore Tuttolomondo        | PDS             | Sindaco                       |        |
| 1998    | 2001      | Salvatore Tuttolomondo        | DS              | Sindaco                       |        |
| 2001    | 2002      | Rosolino Greco                |                 | commissario straordinario     |        |
| 2002    | 2007      | Antonino Casalicchio          | centro-destra   | Sindaco                       |        |
| 2007    | 2012      | Silvio Marcello Maria Cuffaro | centro-destra   | Sindaco                       |        |
| 2012    | 2014      | Giacomo Di Benedetto          | centro-sinistra | Sindaco                       |        |
| 2014    | 2014      | Antonio Parrinello            |                 | commissario straordinario     |        |
| 2014    | 2015      | Lucio Guarino                 |                 | commissario straordinario     |        |
| 2015    | 2020      | Silvio Marcello Maria Cuffaro | lista civica    | Sindaco                       |        |
| 2020    | in carica | Silvio Marcello Maria Cuffaro | lista civica    | Sindaco                       | [ 57 ] |

### Altre informazioni amministrative
Il comune di Raffadali fa parte delle seguenti organizzazioni sovracomunali: 
- gruppo di azione locale "Sicani"[58],
- regione agraria n. 3 (Colline del Platani)[59],
- Unione dei comuni Feudo d'Alì[60].

## Sport
È presente un circolo di tennis ("ASD Tennis club Raffadali"), fondato nel 1995.
È inoltre presente un gruppo di appassionati di enduro che nel 2012 hanno costituito l'A.S.D. Enduristi del Platani - Black Wolf iscritta al CONI e all'AICS (Associazione Italiana Cultura Sport).